# Agnese Koklača
Agnese Koklača (ur. 2 marca 1990 w Talsi) – łotewska saneczkarka, olimpijka (2010), brązowa medalistka mistrzostw świata juniorów (2007).
Saneczkarstwo zaczęła trenować w 2003 roku.
Pod koniec stycznia 2007 roku wystąpiła na mistrzostwach świata juniorów w Cesanie. W rywalizacji jedynek zajęła 17. miejsce, natomiast w sztafecie (wspólnie z Kristapsem Mauriņšem, Oskarsem Gudramovičsem i Pēterisem Kalniņšem) zdobyła brązowy medal. W sezonie 2006/2007 startowała również w Pucharze Świata, w klasyfikacji generalnej zajęła 41. miejsce z dorobkiem 13 punktów.
W lutym 2008 roku wzięła udział w mistrzostwach świata juniorów w Lake Placid, zajmując 12. miejsce w jedynkach i 9. w sztafecie. W zawodach tej rangi wystąpiła również rok później, na mistrzostwach w Nagano. Osiągnęła wówczas 10. rezultat indywidualnie i 6. w sztafecie. W sezonie 2008/2009 wystąpiła również w Pucharze Świata, podczas zawodów w Innsbrucku uzyskując 20. lokatę, a w klasyfikacji generalnej cyklu – 41. miejsce.
W grudniu 2009 roku wystąpiła w zawodach Pucharu Świata w Lillehammer, w rywalizacji jedynek została sklasyfikowana na 20. miejscu. W klasyfikacji generalnej na koniec sezonu dało jej to najlepsze w karierze, 36. miejsce. W styczniu 2010 roku po raz ostatni wystąpiła w mistrzostwach świata juniorów. W zawodach tych, rozegranych w Innsbrucku, uzyskała 21. rezultat w zmaganiach kobiecych jedynek.
W lutym 2010 roku uczestniczyła w zimowych igrzyskach olimpijskich w Vancouver. Wystąpiła w jednej konkurencji saneczkarskiej – w rywalizacji jedynek kobiet. W zawodach zajęła 24. miejsce w gronie 27 sklasyfikowanych zawodniczek, w poszczególnych przejazdach zajmując kolejno: 27., 23., 27. i 17. miejsce.
Jej trenerami byli Ingrīda Amantova i Aivars Kalniņš.